# Linköpings Studentspex

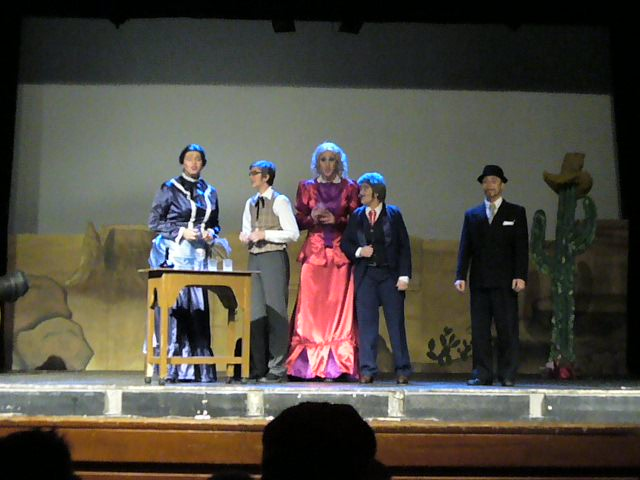
Scen från I kvalet efter valet på Tibbleteatern i Täby kommun.

Linköpings StudentSpex, LiSS, Linköpingsspexet, spexorganisation vid Linköpings universitet som grundades 1979. Vid Spex-SM i Örebro 2007 och 2012 vann föreningens bidrag titeln bästa spex.

## Spexstil och särdrag
LiSS tillhör stilmässigt uppsalaskolan med rimmad dialog och kommandon från publiken. Ända sedan starten har ensemblen bestått av både kvinnliga och manliga skådespelare.
Ett par återkommande inslag:
- En kavalkad av dryckesvisor framförda a cappella.
- Repliken "lingon, lärkor, sippor och soppar".

## Spex
Föreningen sätter upp ett spex i februari varje år. Ett antal mindre spex har även satts upp i samband med jubileer och spextävlingar.

### Ordinarie uppsättningar
| År          | Titel                                | Nyckelkoncept                             |
| ----------- | ------------------------------------ | ----------------------------------------- |
| 1981        | Göta kanal                           | Göta kanal                                |
| 1982        | Den flygande cirkusen                | Manfred von Richthofen                    |
| 1983        | Darwin                               | Charles Darwin                            |
| 1984        | Kung mot sin vilja                   | Kung Artur                                |
| 1985        | Mysteriet Wasa                       | Regalskeppet Vasa                         |
| 1986        | Det romerska rikets nedgång och fall | Romerska imperiets fall                   |
| 1987        | Guld versus Guano                    | Francisco Pizarro                         |
| 1988        | En bror för mycket                   | Vasco da Gama                             |
| 1989        | Panamaskandalen                      | Ferdinand de Lesseps                      |
| 1990        | Skottet på operan                    | Mordet på Gustav III                      |
| 1991        | Martin och heligheten                | Martin Luther                             |
| 1992        | Patentet                             | John Wilkes Booth                         |
| 1993        | Pjäsen som sköts upp                 | Marco Polo                                |
| 1994        | Indien kastar loss                   | Indiens självständighetsrörelse           |
| 1995        | 1520                                 | Stockholms blodbad                        |
| 1996        | Den småfranska revolutionen          | Franska revolutionen                      |
| 1997        | Den näst siste kejsaren              | Qingdynastin                              |
| 1998        | Dramer mot dramer                    | William Shakespeare                       |
| 1999        | Illvilliaden                         | Iliaden                                   |
| 2000        | Brödrafolkens gräl                   | Unionsupplösningen                        |
| 2001        | Fursten till Amerika                 | Christofer Columbus                       |
| 2002        | Tusen och en watt                    | Rikard I Lejonhjärta                      |
| 2003        | Kristina och kardinalfelet           | Drottning Kristina                        |
| 2004        | I mjöd och lust                      | Ansgar                                    |
| 2005        | Tsarligt begär                       | Ryska revolutionen                        |
| 2006        | Tulpanfeber                          | Tulpanmanin                               |
| 2007        | I kvalet efter valet                 | Benjamin Harrison                         |
| 2008        | Härifrån till Heligheten             | Heliga Birgitta                           |
| 2009        | Kungarna och Axelmakten              | Axel von Fersen                           |
| 2010        | En studie i dött                     | Sherlock Holmes                           |
| 2011        | För Sverige ur striden               | Karl XII                                  |
| 2012        | Robin Hood - En kapital förväxling   | Robin Hood                                |
| 2013        | Släktskapsresan                      | Carl von Linné                            |
| 2014        | Stjärnornas intrig                   | Rymdkapplöpningen                         |
| 2015        | Jeanne d'Arc                         | Jeanne d'Arc                              |
| 2016        | Lawrence i Mumiedalen                | Tutankhammons grav, T.E. Lawrence         |
| 2017        | Påvarna och Troföljden               | Julius II                                 |
| 2018        | Staten och Idealet                   | Peloponnesiska kriget                     |
| 2019        | Den Industriella Evolutionen         | Industriella Revolutionen                 |
| 2020        | Marco Polos Japanska resor           | Mongolernas invasion av Japan, Marco Polo |
| 2021 / 2022 | Mysteriet på Versailles              | Ludvig av Frankrike (1661–1711)           |
| 2023        | Drakskepp och Druider                | Sankt Patrik                              |
| 2024        | Rim & ranson                         | Hunger- och militärdemonstrationerna 1917 |
| 2025        | Pirat mot stat                       | Ching Shih                                |

### Övriga uppsättningar
- Den gula faran (1988-1989, Spexiad)
- Terminator IIB (1992, Spexiad)
- Trafalgar (spex) (1999, 20-årsjubileum)
- Caesars vägskäl (2002, Spex-SM)
- Tramssylvanien (2004, 25-årsjubileum)
- Hannibal (2007, Spex-SM)
- Göta kanal 2 (2009, 30-årsjubileum)
- Världsomställningen i Paris (2012, Spex-SM)
- Ludvig II och Euro-visionen (2014, 35-årsjubileum)
- "Revolutionärerna - en tramsatlantisk historia" (2017, Spex-SM)